# Jardins des Grands-Moulins
Les jardins des Grands-Moulins sont un ensemble de trois espaces verts dans le quartier de la Gare du 13e arrondissement de Paris, en France, au sein de l'opération d'aménagement Paris Rive Gauche.

## Situation et accès
Le jardin est accessible par la place Robert-Antelme, les rues des Grands-Moulins, Marie-Andrée-Lagroua-Weill-Hallé, Thomas-Mann, Marguerite-Duras et Françoise-Dolto.
Ce site est desservi par la ligne de métro 14 et le RER C à la station Bibliothèque François-Mitterrand.

## Origine du nom
Ces jardins doivent leur nom aux Grands Moulins de Paris, ancienne minoterie industrielle aujourd'hui réhabilitée en l'université Paris VII - Diderot.
Depuis une délibération du Conseil de Paris de septembre 2009, ces jardins, sous le nom de « Jardins des Grands-Moulins - Abbé-Pierre », rendaient hommage à Henri Grouès, dit l’abbé Pierre (1912-2007), prêtre catholique français, résistant, puis député, fondateur du Mouvement Emmaüs (organisation laïque de lutte contre l'exclusion).
À la suite des accusations d'abus sexuels de l'abbé Pierre, la Ville de Paris annonce sa volonté de débaptiser ces jardins. À la suite d'un vœu de la mairie du 13e arrondissement, le Conseil de Paris adopte au mois d'octobre 2024 une délibération qui entérine le seul nom de « Jardins des Grands-Moulins ».

## Historique
Ces espaces verts ont été créés en 2009 par l'agence Ah-Ah paysagistes. Le Conseil de Paris leur a attribué la dénomination « Jardins des Grands-Moulins - Abbé-Pierre » en septembre 2009.

## Description

Plan des jardins des Grands-Moulins.

D'une superficie de plus de 12 000 m2, l'ensemble comprend trois espaces différents : le « jardin de l'Avenue-de-France », le « jardin Central » et le « jardin des Écoles ».

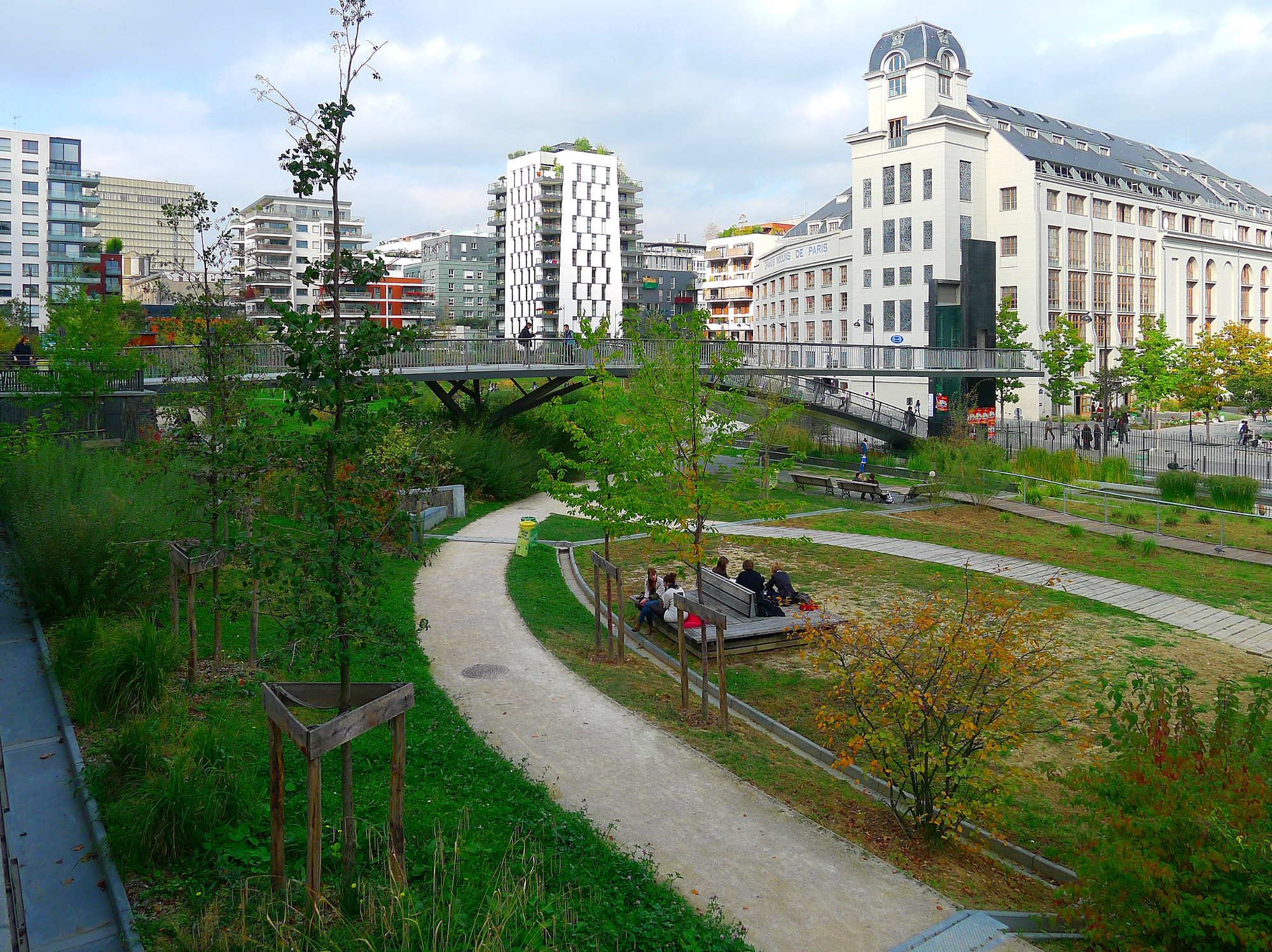
Passerelle surplombant le jardin.

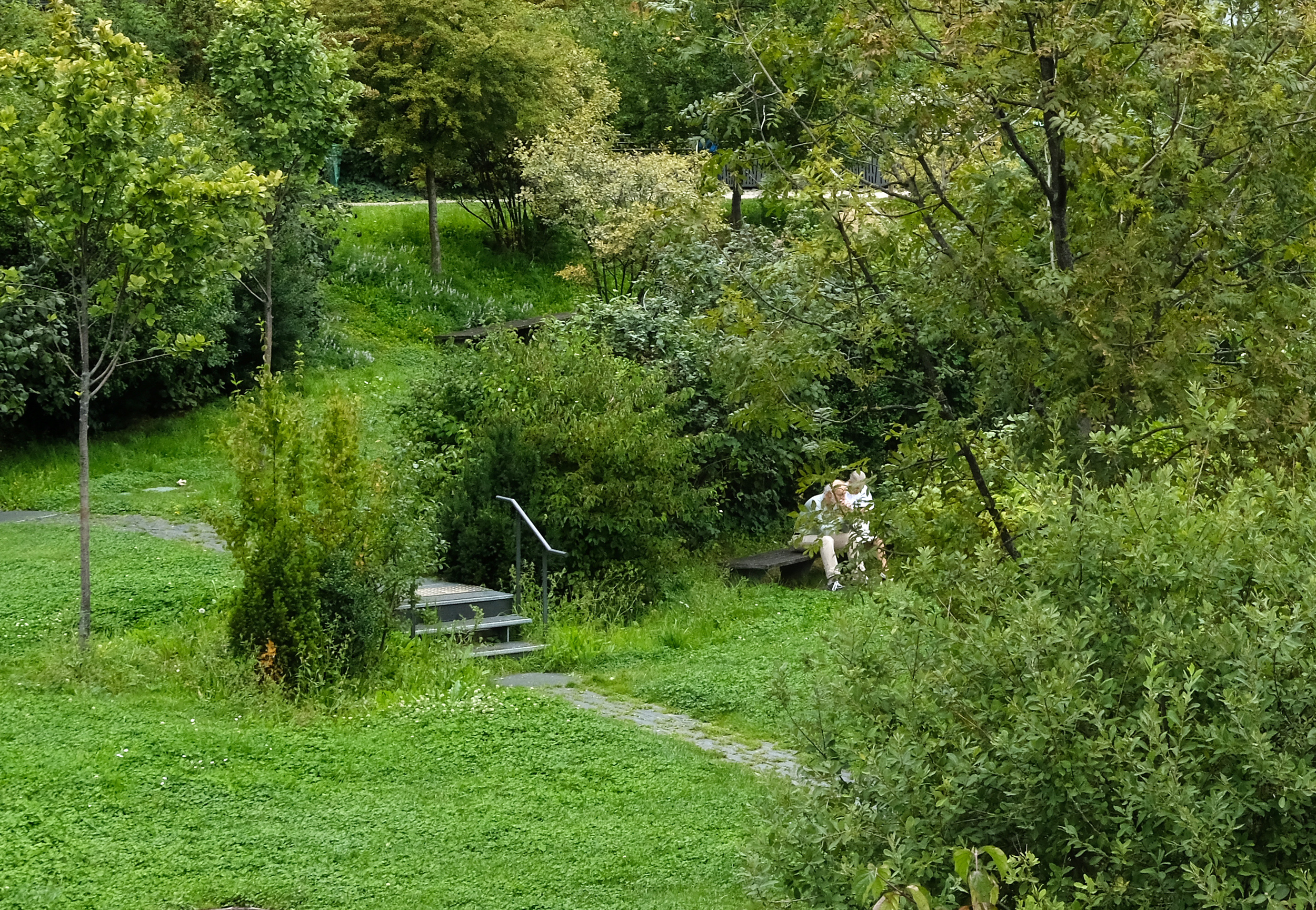
Détail du jardin.

- Le jardin de l'Avenue-de-France (2 150 m2) comporte un terrain de jeux de ballon et deux tables de ping-pong, plutôt destinés aux adolescents.
- Le jardin Central (7 916 m2) comporte des prairies fleuries naturelles, la terrasse du Bassin des pluies et un parvis dans la partie basse.
- Le jardin des Écoles (2 280 m2) est un espace de jeu pour les plus jeunes.

Une passerelle surplombe le jardin Central et permet de le traverser même pendant ses heures de fermeture, rejoignant ainsi directement la rue Marie-Andrée-Lagroua-Weill-Hallé et la rue Marguerite-Duras.
Il comporte également trois « hôtels à insectes », nichoirs spécifiquement conçus pour assurer la survie hivernale des insectes, en collaboration entre deux designers, Quentin Vaulot et Goliath Dyèvre, et l'entomologiste Serge Gadoum.

## Dans la fiction
- Une scène de l'épisode 6 de la saison 4 de la série télévisée Dix pour cent (2020) est tournée sur la place.